# De Sitter (månkrater)
För andra betydelser, se de Sitter.
De Sitter är en nedslagskrater på månen. De Sitter har fått sitt namn efter den nederländske astronomen Willem de Sitter.

## Satellitkratrar
| De Sitter | Latitud | Longitud | Diameter |
| --------- | ------- | -------- | -------- |
| A         | 80.2° N | 26.6° Ö  | 36 km    |
| F         | 80.2° N | 51.0° Ö  | 22 km    |
| G         | 78.9° N | 42.7° Ö  | 9 km     |
| L         | 78.8° N | 34.5° Ö  | 69 km    |
| M         | 81.3° N | 38.5° Ö  | 81 km    |
| U         | 77.8° N | 46.5° Ö  | 37 km    |
| V         | 79.1° N | 56.9° Ö  | 17 km    |
| W         | 79.4° N | 54.1° Ö  | 40 km    |
| X         | 80.3° N | 55.4° Ö  | 9 km     |